# 溫莎街 (溫哥華)
溫莎街是加拿大卑詩省溫哥華東部的一條南北向街道及單車徑，連接着四座公園及三所小學（包括查理斯·狄更斯小學）。
2001年當地對居民作出了一項調查，以了解對市民對溫莎街單車徑的支持程度。溫哥華市議會於2003年採納了工作人員的建議，決定設置單車徑。